# USNS Supply (T-AOE-6)
El USNS Supply (T-AOE-6), ex USS Supply (AOE-6), es un buque de combate rápido de aprovisionamiento líder de su clase; sirve al Military Sealift Command.

## Construcción
Fue ordenado el 22 de enero de 1987 al National Steel and Shipbuilding Co. de San Diego (California). Su construcción inició con la colocación de la quilla el 24 de febrero de 1989. El casco fue botado el 6 de octubre de 1990. El buque completo fue asignado, como USS Supply (T-AOE-6), el 26 de febrero de 1994.

## Historia de servicio

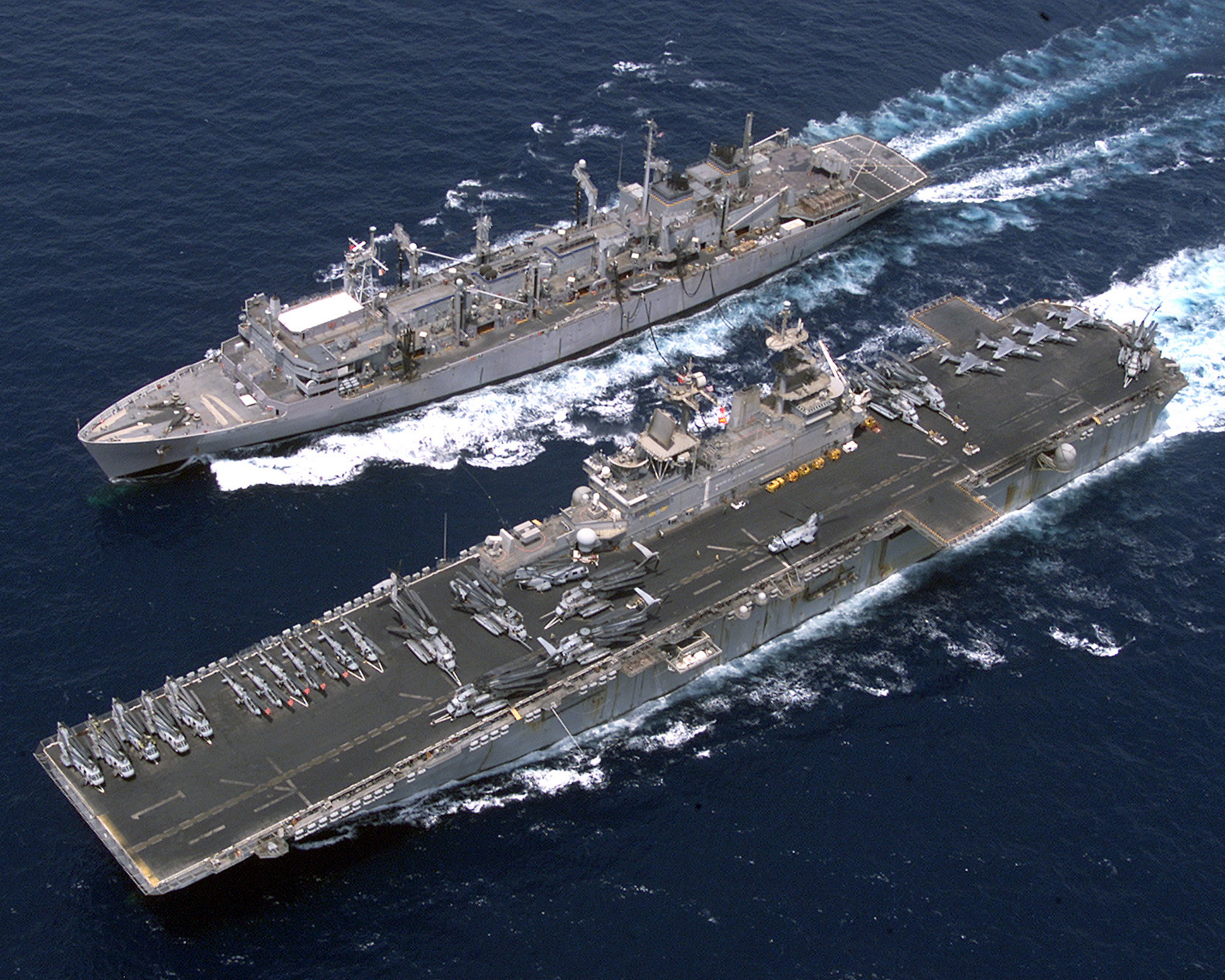
Reabasteciendo al USS Wasp

Fue dado de baja el 13 de julio de 2001; fue transferido al Military Sealift Command y su nombre cambió a USNS Supply (T-AOE-6). Actualmente permanece asignado a la Naval Fleet Auxiliary Force y su apostadero es Earle (Nueva Jersey).